# Fundacja Bęc Zmiana

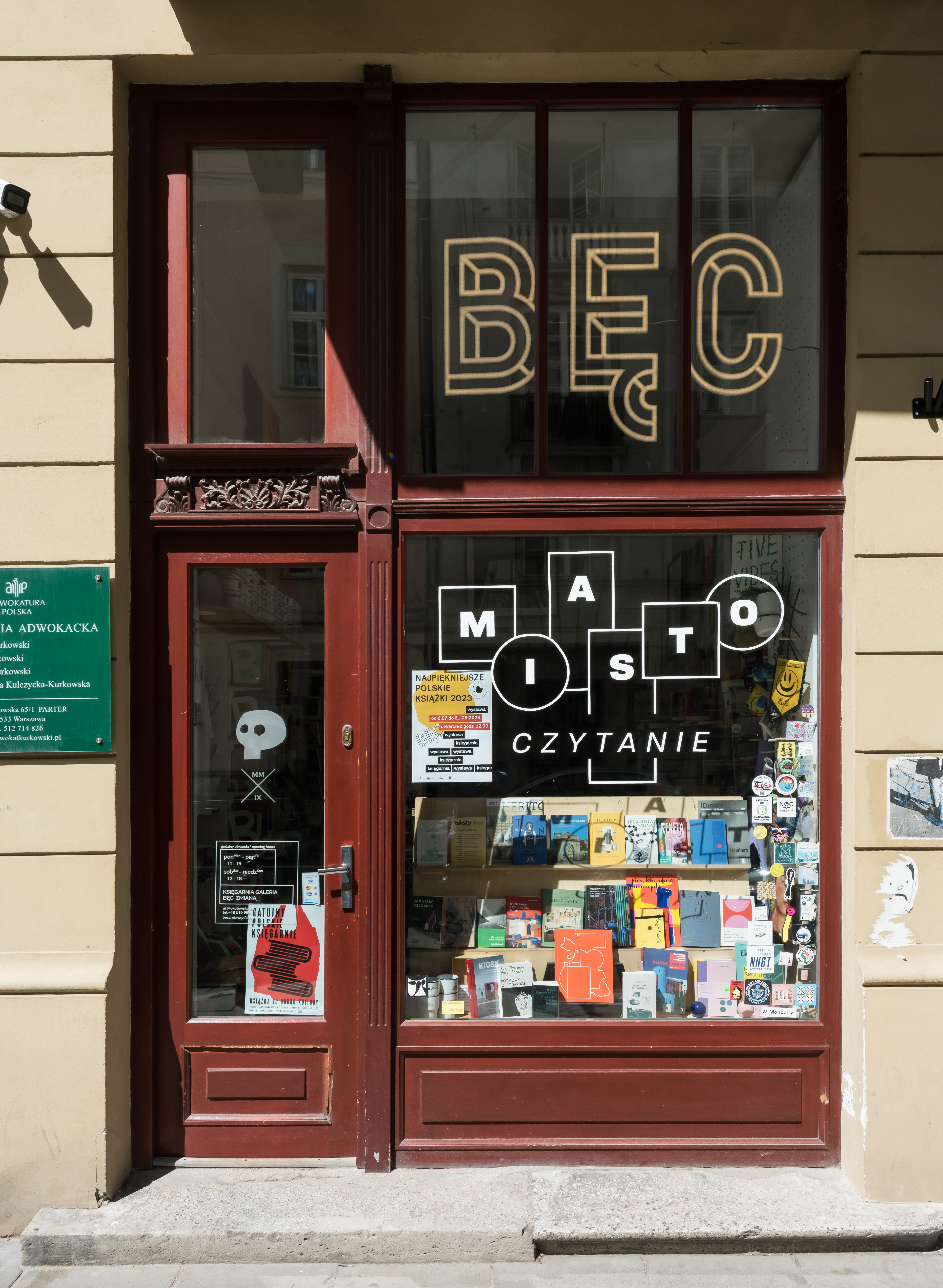
Siedziba fundacji przy ul. Mokotowskiej 65 w Warszawie

Fundacja Bęc Zmiana, właśc. Fundacja Nowej Kultury Bęc Zmiana – organizacja non-profit zarejestrowana we wrześniu 2002, wspierająca działania artystyczne i kulturalne. Jej założycielką i prezeską jest Bogna Świątkowska.
Fundacja ma siedzibę przy ul. Mokotowskiej 65 w Warszawie, gdzie oprócz biura prowadzi specjalistyczną księgarnię i galerię.

## Zrealizowane projekty
- Zniknij nad Wisłą 2009
- Dizajnwawa 2009-2011
- Ekspektatywa 2009
- Nowy Dizajn Miejski 2004-2007,
- Finisaż Stadionu X-lecia 2007-2008 (wraz z Fundacją Laury Palmer)
- Wystawy mówione 2011
- Format P
- Wykłady performatywne 2012
- Studio eksperyment 2012
- Publiczna kolekcja sztuki XXI wieku m.st. Warszawy 2012
- Miejska Rzeźba Wodna 2012
- Widoki władzy 2010-2012
- Biednale 2009-2012
- Wolny Uniwersytet Warszawy 2009-2013
- Synchronicity. Projekty dla Warszawy przyszłości 2008-2013

Bęc Zmiana organizuje także konkursy dla artystów, architektów i dizajnerów, np. konkurs na tymczasowe miejsce działań dla Muzeum Historii Żydów Polskich 2006, konkurs na Ścieżkę Kapuścińskiego 2008 – na rzecz Urzędu Dzielnicy Ochota, liczne konkursy na nowoczesną pamiątkę z Warszawy wraz z Biurem Promocji Warszawy, a także nowoczesną pamiątkę promującą kulturę polską – z Instytutem Adama Mickiewicza.

## Publikacje
Bęc Zmiana wydaje książki poświęcone sztuce najnowszej, projektowaniu graficznemu, architekturze, badaniom wizualnym oraz ekonomii kultury niezależnej.
Od 2003 wydaje bezpłatny magazyn „Notes.na.6.tygodni” – ilustrowane czasopismo prezentujące aktualne wydarzenia kulturalne z całego kraju, ze szczególnym uwzględnieniem ośrodków spoza centrum. “Nn6t” jest zdobywcą nagród w Międzynarodowym Konkursie Projektowania Prasowego Chimera, a także w europejskim konkursie projektowania graficznego EDAwards 2010.
W latach 2009–2014 ukazywał się nieregularnie kwartalnik historyczny "Format P" traktującego o przenikaniu się różnych dziedzin kultury i nauki.

### Seria Eksperyment
- Ekspektatywa 1: Słuchawy. Projektowanie dla ucha, praca zbiorowa, Warszawa 2009, ISBN 978-83-925107-9-6
- Ekspektatywa 2: Komunikacja. Pogłębianie uczucia przestrzeni, Magdalena Starska, Dawid Wiener, Andrzej Klawiter, Martin Heidegger, Warszawa 2009, ISBN 978-83-929527-0-1
- Ekspektatywa 3: Warszawa jako struktura emergentna, Aleksandra Wasilkowska, Andrzej Nowak, Warszawa 2009, ISBN 978-83-929527-2-5
- Ekspektatywa 4: Zmagania umysłu ze światem. Gry losowe, Janek Simon, Szymon Wichary, Warszawa 2009, ISBN 978-83-929527-3-2
- Ekspektatywa 5: Góry dla Warszawy!, Jan Dziaczkowski, Grzegorz Piątek, Marek Pieniążek, Warszawa, 2009, ISBN 978-83-929527-4-9
- Ekspektatywa 6: Pokonać obiekt. W wypadku rzeźby, Kasia Fudakowski, David Alvarez Castillo, Warszawa 2009, ISBN 978-83-929527-1-8
- Ekspektatywa 7. Formy przestrzenne jako centrum wszystkiego, Warszawa 2009, ISBN 978-83-624-1822-0
- Znikanie. Instrukcja obsługi / Disappearing. A user's manual, praca zbiorowa pod red. Katarzyny Chmielewskiej, Mateusza Kwaterko, Kuby Szredera i Bogny Świątkowskiej, Warszawa 2009, ISBN 978-83-925-107-8-9
- Studio ekperyment. Zbiór tekstów. Leksykon, Bogna Świątkowska, Warszawa 2012, ISBN 978-83-62418-20-6

### Seria Z MAPĄ
- Chaos Warszawa. Porządki przestrzenne polskiego kapitalizmu, Joanna Kusiak, Warszawa 2017, ISBN 978-83-62418-95-4
- Kapitalizm. Historia krótkiego trwania, Kacper Pobłocki, Warszawa 2017, ISBN 978-83-62418-78-7
- Wielkie plany w rękach obywateli. Na koalicyjnym szlaku, Artur Jerzy Filip, Warszawa 2018, ISBN 978-83-66082-07-6
- System do mieszkania. Perspektywy rozwoju dostępnego budownictwa mieszkaniowego, Agata Twardoch, Warszawa 2019, ISBN 978-83-66082-03-8

### Seria Wizualna
- A-Z : słownik ilustrowany języka niemieckiego i polskiego. Bildwörterbuch Deutsch und Polnisch, Andrzej Tobis, Warszawa 2014, ISBN 978-83-62418-39-8
- Normy widzialności. Tożsamość w czasach transformacji, Magdalena Szcześniak, Warszawa 2016 (wydanie wspólnie z Instytutem Kultury Polskiej Uniwersytetu Warszawskiego), ISBN 978-83-62418-63-3
- Prosto z ulicy. Sztuki wizualne w dobie mediów społecznościowych i kultury uczestnictwa, Łukasz Biskupski, Warszawa 2017, ISBN 978-83-62418-81-7
- Kultura wizualna - tom 1, praca zbiorowa, Warszawa 2017, ISBN 978-83-62418-93-0
- Kultura wizualna - tom 2, praca zbiorowa, Warszawa 2017, ISBN 978-83-62418-80-0
- Przewodnik kolekcjonowania sztuki najnowszej 2, Piotr Bazylko, Krzysztof Masiewicz, Warszawa 2019
- Obrazy wychodzą na ulice. Spory w polskiej kulturze wizualnej, Łukasz Zaremba, Warszawa 2019, ISBN 978-83-62418-96-1
- Wszystko składane. Aparat, rower i przedmieścia, Maciej Rawluk, Warszawa 2021, ISBN 978-83-66082-12-0

### Seria DESIGN / PROJEKTOWANIE
- Real Foto, Mikołaj Długosz, Warszawa 2008, ISBN 978-83-89911-95-7
- Redukcja / Mikroprzestrzenie. Synchronizacja, praca zbiorowa pod. red. Bogny Świątkowskiej, Warszawa 2010, ISBN 978-83-62418-06-0
- Postmodernizm jest prawie w porządku. Polska architektura po socjalistycznej globalizacji, Łukasz Stanek, Warszawa 2012, ISBN 978-83-62418-14-5
- Wynajęcie, Natalia Fiedorczuk-Cieślak, Warszawa 2012, ISBN 978-83-62418-15-2
- Wyspa synchronizacja. Island Synchronicity, Jakub Szczęsny, Warszawa 2013, ISBN 978-83-925107-7-2
- Są w życiu rzeczy... szkice z socjologii przedmiotów, Marek Krajewski, Warszawa 2013, ISBN 978-83-62418-26-8
- TR Laszuk, praca zbiorowa, Warszawa 2013, ISBN 978-83-929044-3-4
- Typopolo. Album typograficzno-fotograficzny, Rene Wawrzkiewicz, Warszawa 2014, ISBN 978-83-62418-37-4
- Sztuczne Piekła. Sztuka partycypacyjna i polityka widowni, Claire Bishop, Warszawa 2015, ISBN 978-83-62418-45-9
- Architektura VII Dnia, Izabela Cichońska, Karolina Popera, Kuba Snopek, Warszawa 2016, ISBN 978-83-62418-68-8
- Przyszłość do zbudowania. Futurologia i architektura PRL, Emilia Kiecko, Warszawa 2018, ISBN 978-83-62418-86-2

## Finansowanie
Fundacja realizuje projekty dzięki środkom uzyskiwanym w konkursach grantowych organizowanych przez Miasto Stołeczne Warszawa, Ministerstwo Kultury i Dziedzictwa Narodowego, Narodowe Centrum Kultury, Instytut Adama Mickiewicza; a także dzięki współpracy ze sponsorami oraz poprzez darowizny.

## Kontrowersje
We wrześniu 2015 jeden z byłych pracowników Fundacji opowiedział na portalu Facebook o niezgodnych z polskim prawem formach zatrudnienia pracowników Fundacji. Chociaż większość z pracowników realizuje swoje obowiązki w formie która powinna być objęta umową o pracę, zatrudniona jest na podstawie umowy o dzieło. Informacja ta została potwierdzona bezpośrednio przez prezeskę fundacji.